# ベタミプロン
ベタミプロン（英：Betamipron、INN）またはN-ベンゾイル-β-アラニンは、腎尿細管へのパニペネムの取り込みを阻害及び腎毒性を予防するために、パニペネムとともに使用される化合物である。

## 関連記事
- パニペネム・ベタミプロン